# Dongxin (sockenhuvudort i Kina, Jiangxi Sheng, lat 28,59, long 115,83)
Dongxin är en sockenhuvudort i Kina. Den ligger i provinsen Jiangxi, i den sydöstra delen av landet, omkring 12 kilometer sydväst om provinshuvudstaden Nanchang. Antalet invånare är 31 360. Befolkningen består av 14 765 kvinnor och 16 595 män. Barn under 15 år utgör 23,0 %, vuxna 15-64 år 70 %, och äldre över 65 år 5,0 %.
Runt Dongxin är det tätbefolkat, med 476 invånare per kvadratkilometer. Närmaste större samhälle är Nanchangshi, 10,5 km nordost om Dongxin. Trakten runt Dongxin består till största delen av jordbruksmark.
Genomsnittlig årsnederbörd är 2 096 millimeter. Den regnigaste månaden är juni, med i genomsnitt 340 mm nederbörd, och den torraste är oktober, med 36 mm nederbörd.